# Forever (canción de Charli XCX)
«Forever» es una canción de la cantante británica Charli XCX de su cuarto álbum How I'm Feeling Now. Charli produjo la canción con AG Cook y BJ Burton, se lanzó el 9 de abril de 2020 por Atlantic como el sencillo principal del álbum. Es una canción experimental, pop y synth pop que presenta una influencia de onda oscura.

## Antecedentes y composición
El 6 de abril de 2020, Charli compartió un tuit en sus redes sociales mencionado que estrenaría una nueva canción. Al día siguiente, compartió fragmentos de «Forever», con una vista previa instrumental del tema. El 9 de abril de 2020, anunció que el sencillo se lanzaría a las 11:30 p. m. PST y se estrenará en la BBC Radio 1 con el podcast Annie Mac. La portada oficial fue realizada por el artista estadounidense Seth Bogart. También se lanzaron dos obras de arte adicionales para la pista, una realizada por la artista francesa Regards Coupables y otra realizada por la cantante y compositora estadounidense Caroline Polachek.

## Composición
«Forever» fue escrita por Charli XCX y producida por ella misma junto a AG Cook y BJ Burton. Tiene una duración de cuatro minutos y tres segundos, con sonido experimental, pop y synth pop, que presenta influencias dark wave y electrónica. La canción también presenta "ritmos de baja fidelidad y sintetizadores luminosos" con Charli cantando sobre "un amor eterno que permanecerá incluso si la relación se desvanece o si no están físicamente juntos".

## Recepción crítica
Trey Alston de MTV llamó a la canción una "balada robótica" que trataba sobre "pura adoración, en el grado más mecánico", además de escribir que "si los tostadores escucharan canciones cuando hacían el amor, [esta canción] estaría en su lista de reproducción. Alston describió la apertura de la canción como una "apertura dura de sintetizadores hirviendo [en transición] en un dolor de garganta levemente más suave de un cyborg que está dando su mejor impresión de un humano enamorado". Justin Curto de Vulture llamó a la canción "silenciada" y "algo disonante". Lago Schatz de Consequence of Sound describió la canción como un "número emocional" que "[lucha] con problemas de intimidad, especialmente durante este tiempo de distanciamiento social".  Jem Aswad de Variety, sintió que la canción "tiene muchas de las características del trabajo prolífico del artista durante los últimos dos años". James de Stereogum describió la canción como "perfectamente tonta y vertiginosa", "algo que suena efímero pero parece que durará para siempre". James también escribió que la letra hablaba de "una parte de la realidad comprimida que todos estamos experimentando: estar atrapado cerca de alguien que te importa".

## Historial de lanzamiento
| País   | Fecha              | Formato                     | Discográfica     | Ref    |
| ------ | ------------------ | --------------------------- | ---------------- | ------ |
| Varios | 9 de abril de 2020 | Descarga digital, Streaming | Atlantic Records | [ 22 ] |